# 北野神社 (中野区新井)
北野神社（きたのじんじゃ）は東京都中野区の神社。新井天神（あらいてんじん）としても知られる。

## 概要
創建年代は不明である。一説には、梅照院（新井薬師）を創建した行春が、菅原道真を祀る祠を建てたのが起源ともいう。
そういう経緯からか、梅照院は当社の旧別当寺であった。
境内の摂末社として「大鳥神社」があり、毎年11月に酉の市が開かれている。

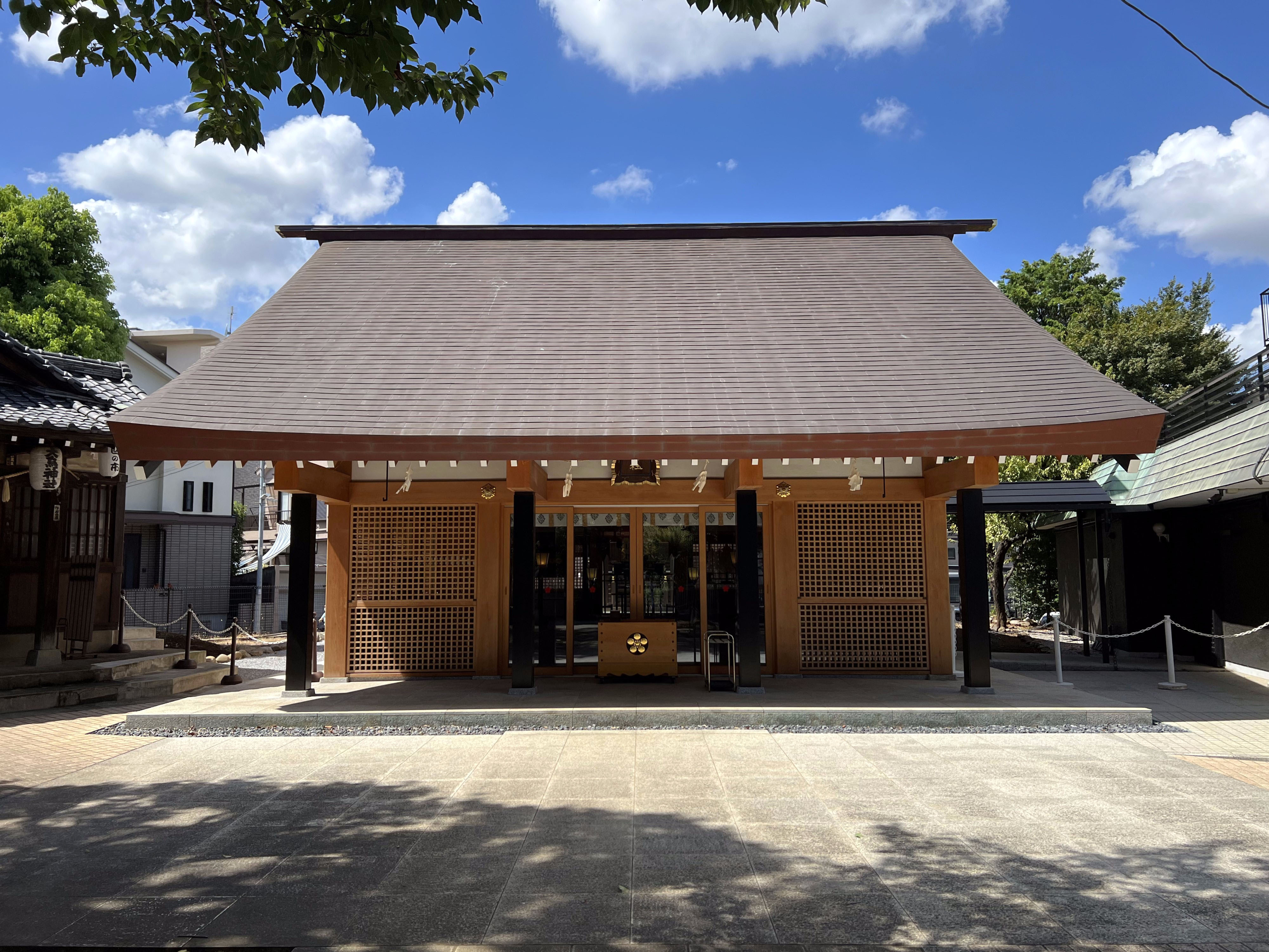
拝殿（2023年）
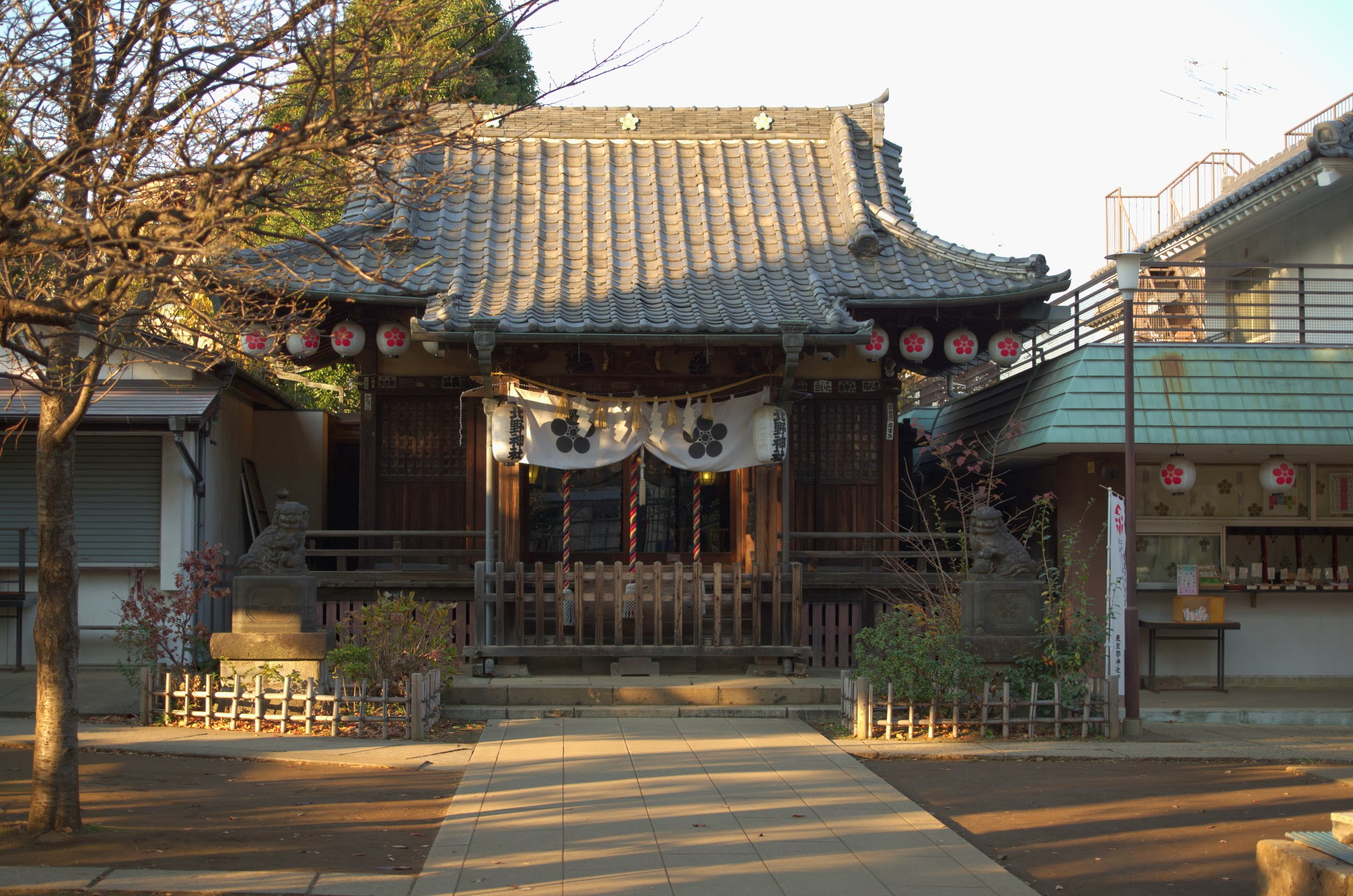
拝殿（2013年）
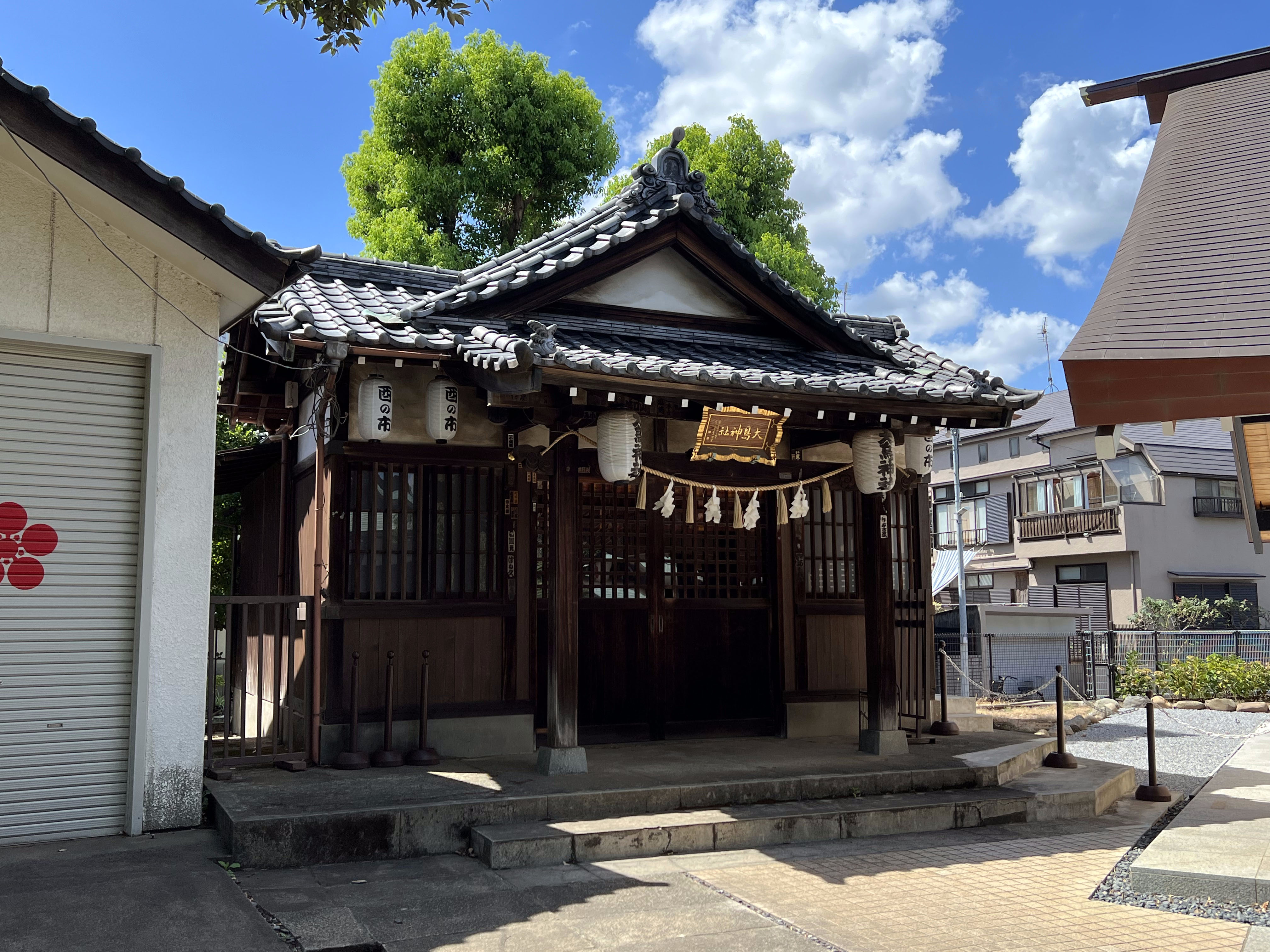
大鳥神社

## 文化財
力石（12個）指定有形文化財、1997年11月指定

## 交通アクセス
- 新井薬師駅より徒歩8分。

## 関連文献
- 「新井村 天満宮」『新編武蔵風土記稿』 巻ノ123多磨郡ノ35、内務省地理局、1884年6月。NDLJP:763995/29。